# Ванде Вельде, Кристиан
Кристиа́н Ва́нде Ве́льде (англ. Christian Vande Velde; UCI код: USA19760522; род. 22 мая 1976 года, Лемонт, Иллинойс, США) — американский профессиональный шоссейный велогонщик. Начал профессиональную карьеру в 1998 году в составе US Postal, завершил — в 2013 году. За 16 лет принял участие в двух Олимпиадах в 2000 и 2008 годах, 22 Гранд Турах и одержал несколько побед в престижных многодневных велогонках (USA Pro Challeng, Тур Миссури, Тур Люксембурга).